# ポケラボ
ポケラボ（英: Pokelabo）は、WFSのゲームブランド。
また、株式会社ポケラボ（英: Pokelabo, Inc.）は、2007年から2025年まで存在した日本のゲーム会社。グリー株式会社（後のグリーホールディングス）の完全子会社であったが、同年1月1日付でWFSに吸収合併され、法人としては解散した。

## 概要
2007年11月、日本大学芸術学部に在学中であった後藤貴史とNTTコムウェアに務めていた佐々木俊介がmixiの起業家コミュニテイで知り合い設立。
2011年12月、後藤と佐々木が代表取締役を退任したのに伴い、前田悠太が新たな代表取締役に就任した。
2012年10月、グリー（後のグリーホールディングス）が全株式を取得し子会社化。同年11月、セガネットワークスと共同で合弁会社「株式会社SPG labo」を設立。
元代表取締役社長の前田悠太は、グリーの取締役上級執行役員も務める。2021年1月にリリースした「アサルトリリィ Last Bullet」ではアニメ製作委員会に参画。

## 沿革
- 2007年11月 - 株式会社ポケラボ設立
  - 後藤貴史と佐々木俊介の共同代表にて創業
  - 茅場町マンションにて共同生活
- 2008年7月- ポケラボ初のアプリ「ポケットブックーマーク」リリース
- 2009年5月 - 勝手サイト 携帯オンラインゲーム「サムライキングダム」提供開始
- 2010年
  - 1月 - 戦国シミュレーションゲーム「サムライ戦記」をモバゲータウンに提供開始
  - 2月 - 勝手サイト モバイルソーシャルゲーム「三国英雄伝」提供開始
  - 4月 - 野球チーム育成ゲーム「やきゅとも！」をモバゲータウンに提供開始
  - 9月 - ポケラボ、DCMおよびインキュベイトファンドから出資を受け、約1,200万ドルの増資
- 2011年
  - 1月 - ソーシャルゲーム「ヱヴァンゲリヲン – トシトシト – 」をモバゲータウンに提供開始
  - 6月 - Mobage向けソーシャルゲーム「鋼の錬金術師 FULLMETAL ALCHEMIST」を開始
  - 10月 - セガとポケラボがスマートフォン領域のソーシャルゲームの共同開発について合意
  - 10月 - 「やきゅとも！激闘プロ野球篇」提供開始
  - 11月 - Mobage向けソーシャルゲーム「武神SENKI」提供開始
  - 12月 - 前田悠太が代表取締役社長に就任
    - 後藤 貴史、佐々木俊介、鈴木匠太、和田圭祐が退任
- 2012年
  - 5月 - Pokelabo×Aeria games業務提携、 iOS端末向けアプリ「MONSTER PARADISE」の海外版の提供を開始
  - 5月 - iOS向けソーシャルゲームアプリ 『三国INFINITY』提供開始
  - 6月 - 株式会社セガと共同開発した第1弾のソーシャルゲーム「運命のクランバトル」をリリース
  - 10月 - グリー株式会社（後のグリーホールディングス）と戦略的業務提携（グリーがポケラボの株式を100％取得）
  - 11月 - 株式会社セガネットワークスと合弁会社『株式会社SPG labo』を設立
- 2014年9月 - アクションRPGアプリゲーム「クロスサマナー」をリリース
- 2015年4月 - アクションタワーディフェンスアプリゲーム「ポイッとヒーロー」をリリース
- 2016年5月 - 「戦乱のサムライキングダム」「三国INFINITY」の運営事業を残した分割会社[7]をマイネットに譲渡すると共に株式会社マイネットゲームスに商号変更、それ以外の全従業員及び開発中の全タイトルを同名の新設会社[8]に承継する会社分割を実施[9][10][11]
- 2017年
  - 6月 - スクウェア・エニックスとの共同プロデュースによるRPGアプリゲーム「SINoALICE -シノアリス-」をリリース
  - 6月 - 企画・制作をブシロード、開発・配信をポケラボにより戦姫絶唱シンフォギアを題材にしたRPGアプリゲーム「戦姫絶唱シンフォギアXD UNLIMITED」をリリース
  - 10月 - 「AKB48ステージファイター2 バトルフェスティバル」をリリース
- 2018年4月 - ラブライブ！シリーズのμ’s、Aqoursメンバーが登場する、パズルゲーム「ぷちぐるラブライブ！」をリリース
- 2021年1月 - メディアミックス企画「アサルトリリィプロジェクト」発のスマートフォン向けゲームアプリ「アサルトリリィ Last Bullet」をリリース
- 2022年3月 - 本社を東京都港区六本木6丁目10番1号六本木ヒルズ森タワーから同区六本木6丁目11番1号六本木ヒルズゲートタワーへ移転[12]。
- 2025年1月 - グリーグループの再編に伴いWFSに吸収合併され解散、以降はWFS傘下のブランドとして運営される[13]

## ゲームタイトル
| 発売年 | 発売日   | 作品名                                        | 配信元                          | プラットフォーム    | 備考                                                          |
| ------ | -------- | --------------------------------------------- | ------------------------------- | ------------------- | ------------------------------------------------------------- |
| 2012年 | 3月21日  | 戦国幻想曲                                    | ポケラボ                        | iOS/Android         | 2015年5月8日サービス終了                                      |
| 2012年 | 3月23日  | モンスターパラダイス+                         | ポケラボ                        | iOS/Android         | 2015年11月30日サービス終了                                    |
| 2012年 | 5月30日  | 三国INFINITY                                  | ポケラボ                        | iOS/Android         | 2016年5月31日マイネットゲームスに移管                         |
| 2012年 | 6月22日  | 運命のクランバトル                            | セガ/ポケラボ                   | iOS/Android         | 2016年8月31日サービス終了。セガとの共同開発                   |
| 2012年 | 7月13日  | ミスティックモンスターズ                      | ポケラボ                        | iOS/Android         | 2013年12月16日サービス終了                                    |
| 2012年 | 11月30日 | 栄光のガーディアンバトル                      | ポケラボ                        | iOS/Android         | 2015年2月28日サービス終了                                     |
| 2012年 | 12月11日 | ミリオンサマナー                              | ポケラボ                        | iOS/Android         | 2013年12月16日サービス終了                                    |
| 2013年 | 1月18日  | Immortalis                                    | ポケラボ/Aeria Games            | iOS/Android         | 栄光のガーディアンバトルの海外版                              |
| 2013年 | 2月12日  | 運命のパズルビースト                          | セガ/ポケラボ                   | iOS/Android         | 2013年12月16日サービス終了。セガとの共同開発                  |
| 2013年 | 4月1日   | SWORD OF PHANTASIA                            | ポケラボ                        | iOS/Android         | 2016年8月31日にサービス終了                                   |
| 2013年 | 5月14日  | シキガミ幻想曲                                | ポケラボ                        | iOS/Android         | 2014年2月13日サービス終了。ハイドとの共同開発                 |
| 2013年 | 7月27日  | 魔界学園カタストロフィ                        | セガ/ポケラボ                   | iOS/Android         | 2014年8月31日サービス終了。セガとの共同プロジェクト           |
| 2013年 | 8月21日  | 連撃のブレイブハーツ                          | ポケラボ/GREE                   | iOS/Android         | 2014年2月13日サービス終了。GREEとの共同プロジェクト           |
| 2013年 |          | 反撃のメタルブレイカー                        | ポケラボ                        | iOS/Android         | 2014年3月31日サービス終了。韓国・Company100との共同開発       |
| 2013年 | 12月11日 | Devil Maker Tokyo                             | ポケラボ                        | iOS/Android         | 2014年10月1日サービス終了。韓国・Palmpleとの共同開発          |
| 2013年 | 12月13日 | 絶対防衛レヴィアタン de R                     | ポケラボ                        | iOS/Android         | 2014年3月31日サービス終了                                     |
| 2014年 | 1月9日   | 戦乱のサムライキングダム                      | ポケラボ                        | iOS/Android         | 2016年5月31日マイネットゲームスに移管                         |
| 2014年 | 3月10日  | 動乱の三国志VERSUS                            | ダンクハーツ                    | iOS/Android         | 2014年9月26日サービス終了。ダンクハーツとの共同開発           |
| 2014年 | 9月9日   | クロスサマナー                                | ポケラボ                        | iOS/Android         | 2016年4月11日 サービス終了                                    |
| 2015年 | 4月13日  | ポイッとヒーロー                              | ポケラボ                        | iOS/Android         | 2016年4月11日 サービス終了                                    |
| 2015年 | 12月21日 | OPERATION BATTLE SLOT                         | ポケラボ                        | iOS/Android         | 2018年1月15日サービス終了                                     |
| 2016年 | 6月29日  | 激突!クラッシュファイト                       | ポケラボ                        | iOS/Android         | オープンβテスト実施後、2016年9月30日 サービス終了             |
| 2017年 | 6月6日   | SINoALICE -シノアリス-                        | スクウェア・エニックス/ポケラボ | iOS/Android         | 2024年1月15日サービス終了。スクウェア・エニックスとの共同開発 |
| 2017年 | 6月26日  | 戦姫絶唱シンフォギアXD UNLIMITED              | ブシロード                      | iOS/Android         | 2022年7月1日キングポーンに移管。ブシロードとの共同開発        |
| 2017年 | 10月11日 | AKB48ステージファイター2 バトルフェスティバル | ポケラボ                        | iOS/Android         | 2018年8月1日オルトプラスに移管                                |
| 2018年 | 4月24日  | ぷちぐるラブライブ!                           | ポケラボ                        | iOS/Android         | 2019年5月31日サービス終了                                     |
| 2021年 | 1月20日  | アサルトリリィ Last Bullet                    | ブシロード→ポケラボ             | iOS/Android         |                                                               |
| 2021年 | 3月27日  | 無職転生 ～ゲームになっても本気だす～         | ビーグリー                      | iOS/Android         | 2022年8月31日サービス終了。ゲームシステム提供及び技術協力     |
| 2025年 | 3月27日  | 魔法少女まどか☆マギカ Magia Exedra            | アニプレックス                  | iOS/Android/Windows | f4samuraiとの共同開発                                         |

## 関連人物
- 後藤貴史（創業者・元代表取締役）
- 佐々木俊介（創業者・元代表取締役）
- 前田悠太（元代表取締役社長）
- 大矢俊樹（元取締役）
- 柳原陽太（元取締役）
- 柿沼洋平（元取締役）
- 中村拓郎（元監査役）
- 矢野健一（元執行役員）
- 前田翔悟（プロデューサー）
- ポケロボくん（マスコットキャラクター）